# Milagro (film)
Pour les articles homonymes, voir Milagro (homonymie).
Pour plus de détails, voir Fiche technique et Distribution.
Milagro (The Milagro Beanfield War) est un film américain réalisé par Robert Redford et sorti en 1988. Il s'agit d'une adaptation du roman The Milagro Beanfield War de John Nichols.

## Synopsis
Le petit village de Milagro au Nouveau-Mexique se révolte contre l'implantation d'un parc de loisirs.

## Fiche technique
Sauf indication contraire, les informations mentionnées dans cette section peuvent être confirmées par la base de données cinématographiques IMDb,  présente dans la section « Liens externes ».
- Titre original : The Milagro Beanfield War
- Titre français : Milagro
- Réalisation : Robert Redford
- Scénario : David War, d'après le roman The Milagro Beanfield War de John Nichols
- Photographie : Robbie Greenberg
- Musique : Dave Grusin
- Production : Robert Redford
- Société de distribution : Universal Pictures
- Budget : 22 000 000 $
- Pays de production :  États-Unis
- Langues originales : anglais, espagnol
- Format : couleur - 35 mm - 1,85:1 - son Dolby
- Genre : comédie dramatique, fantastique
- Durée : 117 minutes
- Dates de sortie : 
  - États-Unis : 18 mars 1988
  - France : 25 mai 1988

## Distribution
- Ruben Blades (VF : Denis Boileau) : le shérif Montoya
- Richard Bradford (VF : Marc Cassot) : Ladd Devine
- Sonia Braga (VF : Maïk Darah) : Ruby Archuleta
- Julie Carmen (VF : Laurence Crouzet) : Nancy Mondragon
- James Gammon : Horsethief Shorty
- Melanie Griffith (VF : Dorothée Jemma) : Flossie Devine
- John Heard (VF : Michel Papineschi) : Charlie Bloom
- Carlos Riquelme (VF : Henri Virlojeux) : Amarante Cordova
- Daniel Stern (VF : Renaud Marx) : Herbie Platt
- Chick Vennera (VF : José Luccioni) : Joe Mondragon
- Christopher Walken (VF : Hervé Bellon) : Kyril Montana
- Freddy Fender (VF : Mostéfa Stiti) : le maire Sammy Cantú
- Tony Genaro  : Nick Rael
- Jerry Hardin : Emerson Capps
- Ronald G. Joseph : Jerry Gomez
- Mario Arrambide : Carl
- Alberto Morin : Tranquilino Jeantette, membre de la brigade des seniors
- Natividad Vacío : Onofre Martinez, membre de la brigade des seniors
- M. Emmet Walsh (VF : William Sabatier) : le gouverneur

 Source et légende : version française (VF) sur RS Doublage et selon le carton du doublage français sur le DVD zone 2.

## Production
Le tournage a lieu au Nouveau-Mexique (Santa Fe, Truchas, Española, Los Alamos, forêt nationale de Santa Fe, ...)

## Distinction
- Oscar de la meilleure musique de film, en 1988, pour Dave Grusin.